# 만신
"만신"은 2014년에 개봉한 대한민국의 영화이다.

## 캐스팅
주연
- 김금화: 김금화 역
- 김새론: 넘세(유년 김금화) 역
- 류현경: 새만신 김금화 역
- 문소리: 70년대 김금화 역

출연
- 김성현: 내레이션 역
- 백수련: 김금화 외할머니 김천일 역
- 김영선: 김금화 어머니 이음전 역
- 김중기: 첩보대 대장 역
- 류혜영: 박씨 처제 역
- 김새벽: 박씨 아내 역
- 이용녀: 강둑 여인 역
- 홍석연: 할아버지 역
- 방인혜: 넘세 시어머니 역
- 김대환: 삼불제석 역
- 박성용: 삼불제석 역
- 강민석: 신장 역
- 박소영: 성수대신 역
- 이명행: 첩보대원 박씨 역
- 신연숙: 박씨 장모 역
- 이화룡: 군의관 역
- 정우식: 인민군/국군 역
- 송유담: 저승사자 역
- 박찬국: 저승사자 역
- 박영복: 저승사자 역
- 전소현: 전도사 역
- 김상일: 할아버지 가족 역
- 배영한: 가게 주인 역
- 김경미: 조무 역
- 이재순: 권사 역
- 김혜경: 만신 1 역
- 권남희: 넘세 큰어머니 역
- 이상희: 며느리 역
- 김은주: 제자만신 역
- 안명주: 개신교도 역
- 황석영
- 김경태: 정복경찰 역

## 같이 보기

### 같은감독의 다른영화
- 파란만장
- 청출어람
- V
- 그날